# Семеновский, Валерий Оскарович
Валерий Оскарович Семено́вский (5 июля 1952, Одесса — 17 января 2024, Москва) — российский театральный критик, историк театра, драматург, редактор. Заслуженный деятель искусств Российской Федерации (1997). Лауреат премии имени Александра Кугеля (2007). Лауреат премии «Театральный роман» (2014).

## Биография
Родился 5 июля 1952 года в Одессе. Сын литературоведа, профессора Бельцкого педагогического института Оскара Владимировича Семеновского (1926—1979).
После окончания средней школы в Бельцах продолжил обучение на факультете журналистики Московского государственного университета (1969—1974). В 1973—1987 годах — сотрудник журнала «Театр», в 2000 году вернулся в журнал в должности главного редактора. В 1987—1990 годах возглавлял издательство «Союзтеатр» и в 1991—1998 годах — созданный им совместно с критиком А. В. Заславской журнал «Московский наблюдатель». Главный редактор журнала «Разгуляй» (1995—1998). В 2008 году был вынужден покинуть должность главного редактора журнала «Театр» из-за конфликта с руководителем Союза театральных деятелей России Александром Калягиным — по предположению журналистов, в связи с масштабным выступлением журнала в поддержку режиссёра Анатолия Васильева, уволенного московским муниципальным руководством. Один из основателей Всероссийского объединения «Творческие мастерские» (1987—1990). В 2000—2004 годах — заместитель художественного руководителя Центра имени Мейерхольда, в 2008—2013 годах — заместитель художественного руководителя театра «Эрмитаж», в 2012—2015 годах — главный редактор издательства «Navona». На протяжении двух десятилетий неоднократно входил в состав фестивальных жюри и экспертных советов.
Автор многочисленных статей о современном российском театре и его истории, а также редактор-составитель и комментатор ряда научных изданий.
Автор пьес для музыкального театра:
- совместно с композитором Анатолием Затиным: «Беспечный гражданин» (1985), «Кошмарные сновидения Херсонской губернии» (1987);
- совместно с композитором Николаем Орловским: «Пышка» (2005, по новелле Мопассана);
- совместно с композитором Александром Журбиным — «Мелкий бес» (2014).

Для драматического театра написал пьесы: «Тварь» (1990, по «Мелкому бесу» Ф. Сологуба), «Арто и его Двойник» (2002), «Любовь и смерть Зинаиды Райх» (2004), «Ловелас» (2005, по повести Ф. Достоевского «Бедные люди»), «Возвращение в Одессу» (2007, по «Золотому телёнку» Ильфа и Петрова).
Пьесы Семеновского составили сборник «Книга представлений» (СПб.: Балтийские сезоны, 2009), рецензент которого указывает:
У пьес Валерия Семеновского счастливая судьба. Они поставлены практически все. Причём в лучших театрах Москвы и Петербурга, лучшими режиссёрами. <…> пьесы Валерия Семеновского, имеющие столь счастливую сценическую судьбу, обращёны к избирательному зрителю. Их не станет смотреть всякий, случайно забредший в театр. Эти пьесы рассчитаны на взаимопонимание, на обмен равно компетентных мнений, на ту же самую любовь и страсть к литературе, которой наделён их автор. Это пьесы интеллигентного человека.
Скончался 17 января 2024 года в Москве на 72-м году жизни.

## Сочинения
- Книга представлений: [сборник пьес] / В. О. Семеновский; [авт. предисл. Е. И. Горфункель; авт. послесл. М. З. Левитин; худ. А. Дзяк]. — Санкт-Петербург: Балтийские сезоны, 2009. — 316, [2] с., [8] л. ил., [1] л. портр. — ISBN 978-5-903368-23-5
- Прямая речь // Театр. — 2003. — № 4. — С. 83—85.
- Тварь (Учитель словесности): сочинение на темы Федора Сологуба / В. Семеновский // Театр: литературно-художественный журнал. — 2004. — № 1. — С. 141—159.
- Чувство дистанции // Театр. — 2006. — № 1. — C. 1—3.
- Чужое и свое. Товстоногов // Вопросы театра. 2009. № 1—2.